# Jobo
El jobo referirse a:
- Bebida del estado de Veracruz a base de ciruelas de jobo y piloncillo.
- Fruta parecida a la ciruela.

## En República Dominicana
El jobo, como es comúnmente llamado en la República Dominicana, es una fruta que se encuentra emparentada con la familia de las ciruelas. En este país existen dos tipos de jobos, el comestible que se diferencia por su sabor y color, y el no comestible por su tamaño.